# Quận Boyle, Kentucky
Quận Boyle là một quận thuộc tiểu bang Kentucky, Hoa Kỳ.
Quận này được đặt tên theo. Theo điều tra dân số của Cục điều tra dân số Hoa Kỳ năm 2000, quận có dân số người. Quận lỵ đóng ở.

## Địa lý
Theo Cục điều tra dân số Hoa Kỳ, quận có diện tích km2, trong đó có km2 là diện tích mặt nước.

## Thông tin nhân khẩu
Theo điều tra dân số 2 năm 2000, quận này đã có dân số 27.697 người, 10.574 hộ gia đình, và 7.348 gia đình sống trong quận hạt. Mật độ dân số là 152 trên một dặm vuông (59 / km2). Có 11.418 đơn vị nhà ở mật độ trung bình của 63 trên một dặm vuông (24 / km2). Về cơ cấu chủng tộc, quận này có tỷ lệ dân như sau: 87,77% người da trắng, 9,68% da đen hay Mỹ gốc Phi, 0,19% người Mỹ bản xứ, 0,56% châu Á, Thái Bình Dương 0,03%, 0,65% từ các chủng tộc khác, và 1,12% từ hai hoặc nhiều chủng tộc. Hispanic hay Latino thuộc một chủng tộc nào được 1,44% dân số.
Có 10.574 hộ, trong đó 31,00% có trẻ em dưới 18 tuổi sống chung với họ, 53,70% là đôi vợ chồng sống với nhau, 12,50% có nữ hộ và không có chồng, và 30,50% là không lập gia đình. 27,10% hộ gia đình đã được tạo ra từ các cá nhân và 12,10% có người sống một mình 65 tuổi hoặc lớn tuổi hơn. Cỡ hộ trung bình là 2,38 và cỡ gia đình trung bình là 2,87.
Theo độ tuổi, 22,70% dân số là dưới 18,% 11,00 18-24,% 28,60 25-44,% 23,70 45-64, và 14,10% là 65 tuổi trở lên. Độ tuổi trung bình là 37 năm. Đối với mỗi 100 nữ có 98,30 nam giới. Đối với mỗi 100 nữ 18 tuổi trở lên, đã có 96,00 nam giới.
Thu nhập bình quân một hộ gia đình đạt mức 35.241 USD, và thu nhập trung bình cho một gia đình là USD 42.699. Phái nam có thu nhập trung bình USD 33.411 so với 23.635 USD của phái nữ. Thu nhập bình quân đầu người của dân cư quận này là 18.288 USD. Có 9,10% gia đình và 11,90% dân số sống dưới mức nghèo khổ, bao gồm 15,80% những người dưới 18 tuổi và 12,10% của những người 65 tuổi hoặc hơn.